# Marcello Crescenzi (1500-1552)
Marcello Crescenzi (Roma, 1500 – Verona, 28 maggio 1552) è stato un cardinale e vescovo cattolico italiano.

## Biografia
Proveniente dalla antica e nobile famiglia dei Crescenzi, era figlio di Mario (o Mariano) e di Pantasilea Capodiferro. Si laureò in utroque iure e divenne canonico del capitolo della basilica di Santa Maria Maggiore; fu poi dal 1525 uditore della Sacra Rota.
Il 19 gennaio 1534 fu nominato vescovo dei Marsi.
Fu creato cardinal-presbitero nel concistoro del 2 giugno 1542 e il 6 novembre successivo ricevette la berretta cardinalizia con il titolo di San Marcello. Il 5 maggio 1546 fu nominato amministratore apostolico dell'arcidiocesi di Conza, carica che mantenne fino alla morte. Si dimise da vescovo dei Marsi il 17 maggio 1546; partecipò al conclave del 1549-1550, che elesse papa Giulio III.